# 1287 en santé et médecine
| Années de la santé et de la médecine : 1284 - 1285 - 1286 - 1287 - 1288 - 1289 - 1290    |
| Décennies de la santé et de la médecine : 1250 - 1260 - 1270 - 1280 - 1290 - 1300 - 1310 |

Cet article présente les faits marquants de l'année 1287 en santé et médecine.

## Fondations

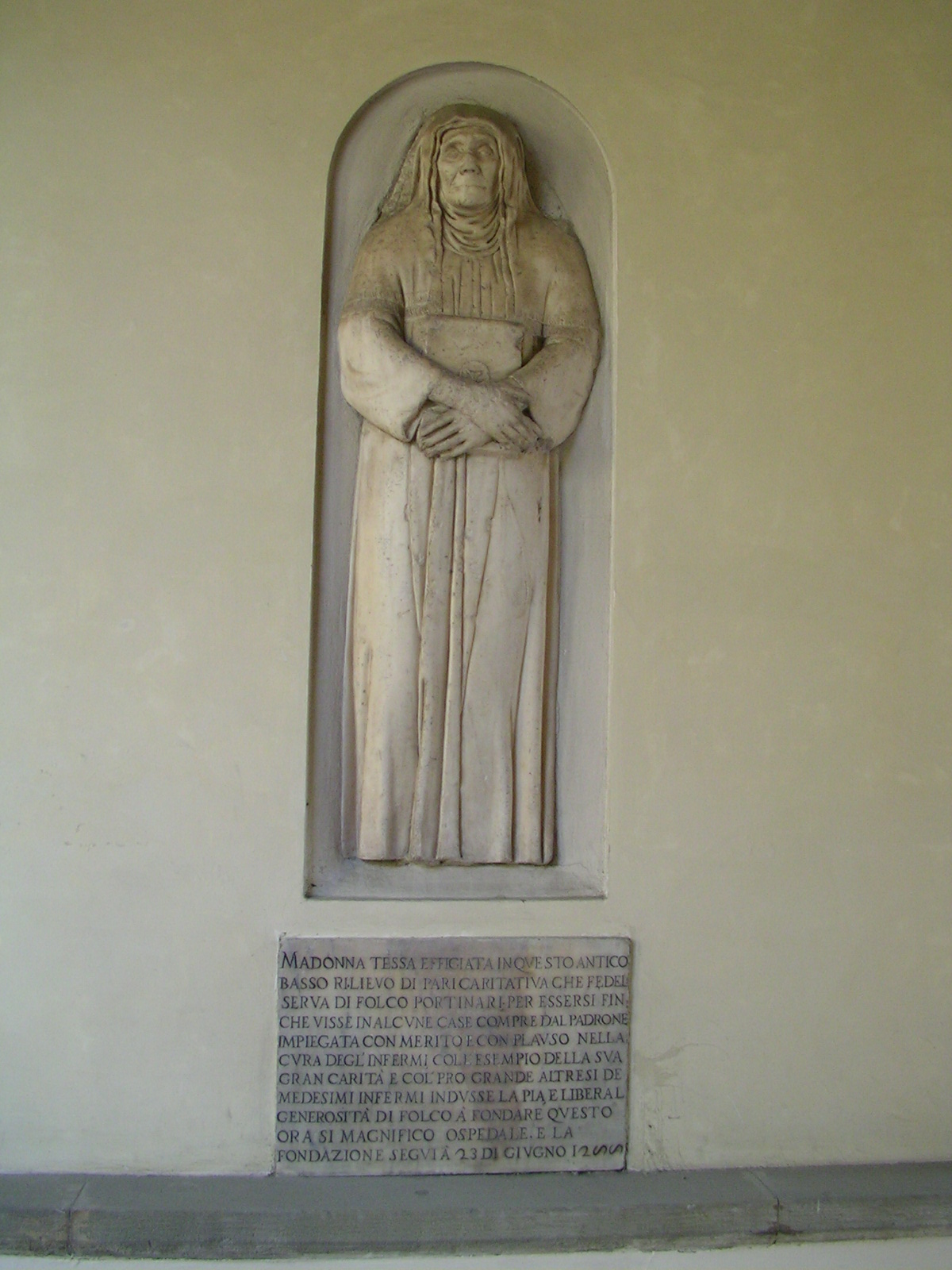
Monna Tessa
Gouvernante de Béatrice
Fondatrice des
Oblate di S. Maria Nuova

- 2 août : fondation par Othon IV, comte palatin de Bourgogne, de la faculté de médecine de l'université de Gray, qui, transférée à Dole, n'ouvrira ses portes qu'en 1424[1].
- Fondation par Folco Portinari, père de la Béatrice aimée de Dante, de l'hôpital Santa Maria Nuova de Florence[2].
- Une léproserie est attestée à Chianciano, en Toscane[3].
- Fondation par Philip de Ryedale d'une maison-Dieu, sans doute réservée aux lépreux, à Berwick, dans le Northumberland, en Angleterre[4].
- La maladrerie de Saint-Marc et Saint-Blaise, à Moulins-Engilbert, est mentionnée dans un terrier de l'évêché de Nevers[5].
- Un hôpital neuf (hospitale novum) dépendant du monastère de Roncevaux est mentionné à Arancou en Guyenne[6].

## Événements
- À York, en Angleterre, St. Leonard's Hospital, dont les origines remontent à 937 selon la tradition[7], n'héberge pas moins de deux cent vingt-cinq pauvres[8] ; mais les sœurs et les frères déclarent y être moins bien nourris que par le passé, et s'ils continuent d'être rémunérés pour leur habillement, les pauvres, eux, se plaignent de ne plus recevoir de vieux vêtements[9].
- À Saint-Ives, dans le Huntingdonshire, deux personnes ayant donné l'hospitalité à des lépreux sont jugées pour « avoir fait courir un grave péril à leurs voisins et aux marchands de passage[10] ».
- Le cardinal Conte Casate désigne trois médecins dans son testament[11].
- Vers 1287 (?) : Georg Friedrich Stabel (de) (1687-1782), chimiste et médecine allemand, affirmera en 1724 que la plique polonaise, maladie qui consiste dans un entrelacement inextricable de la chevelure, « vient des Indes orientales, d'où elle s'est communiquée aux Tartares et aux Cosaques de l'Ukraine, environ l'an 1287[12] ».

## Publication
- Vers 1287 : Rufinus compose son traité De virtutibus herbarum, où il « s'attache davantage à la description botanique qu'à l'examen des propriétés médicinales des plantes[13] ».

## Personnalités
- Fl. Hesso, fils d'Heinricus Philippi, tous deux apothicaires, et qui tiennent probablement l'officine qui est à l'origine de « la célèbre pharmacie du Cerf » de Strasbourg[14].
- Fl. Raymond de Areis, médecin, témoin dans une transaction entre les syndics de La Grasse, en Languedoc, et l'abbé de Sainte-Marie[15].
- 1287-1303 : fl. Isaac ben Mardochée (en), médecin des papes Nicolas IV et Boniface VIII[16].
- 1287-1311 : fl. Leo Judeus, médecin juif à Manosque, en Provence[17].

## Naissance
- 1286 ou 1287 : Kalonymus ben Kalonymus (mort après le 18 avril 1328), rabbin provençal, traducteur de l'arabe en hébreu de nombreux ouvrages scientifiques, philosophiques et médicaux, n'ayant, semble-t-il, jamais pratiqué la médecine, qu'il avait cependant étudiée[18],[19].

## Décès
- 27 juillet : Hugues d'Evesham (né à une date inconnue), clerc, médecin et alchimiste anglais, archiatre du pape Martin IV[20].
- Entre 1262 et 1287 : Zambonino de Gazo (né à une date inconnue), professeur de médecine à Padoue, auteur d'un Tractatus de conservatione sanitatis[15].